# Reidar Bohlin Borgersen
Reidar Bohlin Borgersen (* 10. April 1980 in Krokstadelva (Drammen)) ist ein ehemaliger norwegischer Eisschnellläufer sowie Bahn- und Straßenradrennfahrer.

## Eisschnelllauf
Als Eisschnellläufer wurde Borgersen 2002 und 2003 norwegischer Meister über 5000 Meter und 2003 auch über 10.000 Meter. Unter Freunden hat er den Spitznamen "Der Reidinator".
Reidar Bohlin Borgersen ist der Zwillingsbruder von Odd Bohlin Borgersen, der auch Eisschnellläufer war.

## Radsport
Reidar Borgersen begann seine Radsportlaufbahn 2010. Er gewann eine Etappe und die Gesamtwertung bei den Østfold 3-Dagers sowie eine Etappe beim Eidsvollrittet und beim Oslo Sykkelfestival. Außerdem wurde er Zweiter beim Einzelzeitfahren den norwegischen Meisterschaften. Auf der Bahn wurde er nationaler Meister im 1000-m-Zeitfahren und in der Einerverfolgung. 
2011 wurde Borgersen Mitglied im norwegischen Continental Team Joker Bianchi. Im selben Jahr gewann Borgersen eine Etappe beim Elverum Sykkelfestival, ein Teilstück bei den Tønsberg 4-Dagers, bei den nationalem Meisterschaften wurde er erneut norwegischer Vizemeister im Einzelzeitfahren. Außerdem nahm er am Einzelzeitfahren der Weltmeisterschaften in Kopenhagen teil, wo er den 43. Platz belegte. 2013 sicherte er sich erstmals den norwegischen Titel im Einzelzeitfahren, 2014 erzielte er mit dem Gewinn des Ringerike Grand Prix seinen ersten Sieg bei einem internationalen Rennen. 2014 hatte er seine stärkste Saison, neben dem erneuten Gewinn des nationalen Titels im Einzelzeitfahren gewann er bei der Okolo Jižních Čech die Gesamtwertung der Rundfahrt. 2015 und 2016 folgten mehrfach Podiumsplatzierungen, unter anderem als Etappendritter bei der Ronde de l’Oise 2015 und Gesamtdritter des Circuit des Ardennes 2016.
Nach der Saison 2016 beendete Borgersen im Alter von 36 Jahren seine internationale Karriere als Radrennfahrer. Von 2017 bis 2020 war er Mitglied der sportlichen Leistung seines ehemaligen Teams.

### Erfolge
2010
- Norwegischer Meister – 1000-m-Zeitfahren
- Norwegischer Meister – Einerverfolgung

2012
- Norwegischer Meister – Einzelzeitfahren

2013
- Ringerike Grand Prix

2014
- Norwegischer Meister – Einzelzeitfahren
- Gesamtwertung und eine Etappe Okolo Jižních Čech
- Duo Normand (mit Truls Engen Korsaeth)